# Stadio Romeo Menti
Stadio Romeo Menti je fotbalový stadion v italském městě Vicenza, v regionu Benátsko. Stojí na levém břehu řeky Bacchiglione ve čtvrti Borgo Casale-Stadio, nedaleko centra města. Stadion je domovem místního fotbalového klubu L.R. Vicenza.

## Historie
Stadion se začal stavět 27. března 1934 poblíž starého hřiště Borgo Casale, na kterém se hrála utkání v letech 1911 až 1915. Jenže během první světové války bylo toto hřiště zničeno. Nový stadion vypracoval Ing. Tullio Pedrina se stavbyvedoucím Geom. Zanardem. Práce byli dokončeny 31. srpna 1935 a byl pojmenován jako Campo Sportivo del Littorio.
Během druhé světové války byl po bombardování poškozen. V září 1945 díky magistrátu a mnoha dobrovolníků bylo hřiště opět použitelné. V roce 1949 se městská rada města rozhodla pojmenovat stadion po fotbalistovi Mentimu, který zahynul se spoluhráči z klubu Turína 4. května 1949, při tragédii Superga.
Na počátku padesátých let po demolicí atletické dráhy, dosáhla kapacita na 17 000 míst. V roce 1960 byl instalován systém osvětlení a v roce 1967 byla zahájena restrukturalizace, která uvažovala o výstavbě dalších sektorů. Na konci prací byla dosažena až na 33 000 míst, což byla kapacita, která byla zachována po celá osmdesátá léta.
Počátkem devadesátých let se rekonstruovali některé sektory a byla snížena kapacita podle nových předpisů na 20 920 diváků. Dne 11. listopadu 1989 se na stadionu odehrálo jediné utkání reprezentace. Při přátelském utkání v rámci přípravy na MS 1990 zvítězila Itálie 1:0 nad Alžírskem. Utkání na tribunách sledovalo 24 990 diváků.
V novém tisíciletí se stadion musel přizpůsobit novým pravidlům (instalace vstupních turniketů a posílení video dohledu). Nakonec v roce 2010 je snížena kapacita na 12 200 míst. Další velké rekonstrukce přišli v letech 2014 a 2015 a byla navýšena kapacita na 13 000 míst.
V září 2021 byla adresa stadionu změněna z Via Schio 21 na Largo Paolo Rossi 9, po místním fotbalistovi Rossim a 9. března 2023 zde byla slavnostně odhalena bronzová socha znázorňující fotbalistu, kterou navrhl umělec Domenico Sepe. 